# Cornelis Gerardus 't Hooft
Cornelis Gerardus (Kees) 't Hooft (Dordrecht, 30 juni 1866 – Amsterdam, 7 januari 1936) was een Nederlands schilder, tekenaar, lithograaf en conservator.
Hij was zoon van de touwslager Cornelis Gerardus 't Hooft en zijn vrouw Jacoba Agnieta Lotsij. Hij was een leerling van George Hendrik Breitner en Jan Veth. Hij was actief lid van Arti et Amicitiae en conservator van Museum Fodor in Amsterdam. Hij trouwde op 4 februari 1909 met Pauline Ernestine Spakler, dochter van de Amsterdamse suikerraffinadeur Willem Spakler. Textielkunstenares Ernee 't Hooft is een dochter van 't Hooft en Spakler.
't Hooft schilderde onder meer genrestukken, landschappen, stillevens, zeegezichten en stadsgezichten.
- Biografisch Portaal: 56440273
- International Standard Name Identifier: 0000 0000 7065 0413
- Nederlandse Thesaurus van Auteursnamen: 068586906
- RKD-Nederlands Instituut voor Kunstgeschiedenis: 39472
- Union List of Artist Names: 500015591
- Virtual International Authority File: 95776642
- WorldCat: E39PBJfxbFTbkxWBTPDpRRFdwC